# Saint-Étienne-de-Crossey
Pour les articles homonymes, voir Saint-Étienne (homonymie).
Saint-Étienne-de-Crossey est une commune française située dans le département de l'Isère, en région Auvergne-Rhône-Alpes.
Historiquement située dans l'ancienne province du Dauphiné, cette petite ville, située en zone de moyenne montagne, à l'entrée du site géologique remarquable des gorges de Crossey, est une des communes adhérentes de la communauté d'agglomération du Pays voironnais. Ses habitants sont dénommés les Stéphanois.

## Géographie
Située dans le centre du département de l'Isère, au nord de l'agglomération voironnaise, Saint-Étienne-de-Crossey est une des communes adhérente du parc naturel régional de la Chartreuse.

### Géologie
Le bourg de Saint-Étienne-de-Crossey est installé au centre d'une dépression à fond plat entouré par trois groupes de petites montagnes : le plateau de Ratz à l'est ; les collines de Vouise - Tolvon à l'ouest et les collines des Bernades - Grand Vivier au nord. Son territoire est situé au débouché d'une curiosité géologiqe, les gorges de Crossey.
La formation de ses gorges date du dernier maximum glaciaire. Au début du retrait des glaciers würmiens, les eaux de fonte de la langue glaciaire provenant de l'est ne pouvant s'évacuer vers le col de la Placette, passèrent par un réseau karstique creusé dans l'anticlinal du Ratz, à l'emplacement futur des gorges, et s'évacuèrent vers la combe de St-Étienne-de-Crossey. Les géologues estiment que le débit de ces eaux a dû être suffisamment important pour défoncer la roche, creusant la large espace situé à l'extrémité nord-ouest des gorges. Lors du stade 3 de la fonte würmienne, les eaux de fonte de la langue glaciaire provenant de Chambéry créèrent un lac dans le synclinal de Voreppe qui se vidangea vers le nord-ouest en creusant les gorges actuelles ; ces eaux continuèrent à passer par les gorges jusqu'au stade 4 de la fonte. En 2021, ces gorges sont sèches c'est-à-dire qu'aucune cours d'eau notable ne la traverse.

### Communes limitrophes
| Saint-Nicolas-de-Macherin |                          | Saint-Aupre             |

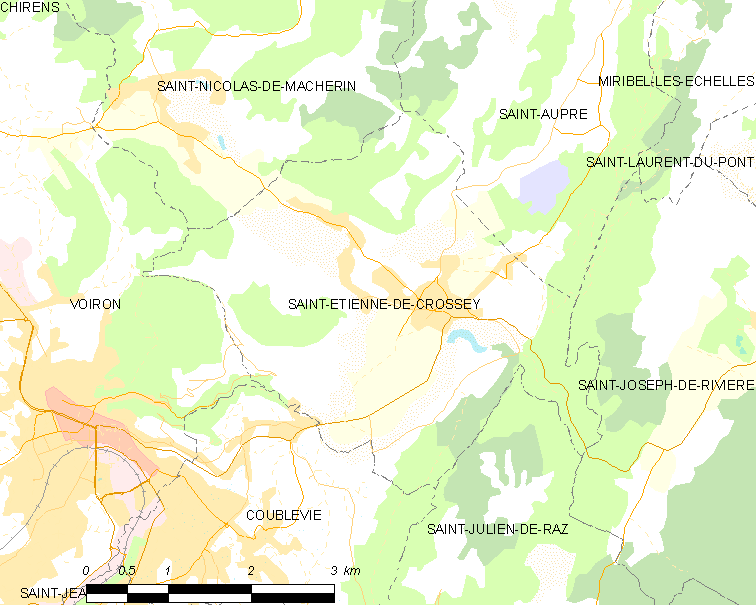
Carte de la commune de Saint-Étienne-de-Crossey et des communes limitrophes.

| Voiron                    | Saint-Étienne-de-Crossey | Saint-Joseph-de-Rivière |
|                           | Coublevie                | La Sure en Chartreuse   |

### Climat
Pour des articles plus généraux, voir Climat d'Auvergne-Rhône-Alpes et Climat de l'Isère.
En 2010, le climat de la commune est de type climat des marges montargnardes, selon une étude du Centre national de la recherche scientifique s'appuyant sur une série de données couvrant la période 1971-2000. En 2020, Météo-France publie une typologie des climats de la France métropolitaine dans laquelle la commune est exposée à un climat de montagne ou de marges de montagne et est dans la région climatique  Alpes du nord, caractérisée par une pluviométrie annuelle de 1 200 à 1 500 mm, irrégulièrement répartie en été. 
Pour la période 1971-2000, la température annuelle moyenne est de 10,5 °C, avec une amplitude thermique annuelle de 18,4 °C. Le cumul annuel moyen de précipitations est de 1 124 mm, avec 10 jours de précipitations en janvier et 7,4 jours en juillet. Pour la période 1991-2020, la température moyenne annuelle observée sur la station météorologique de Météo-France la plus proche, « Coublevie », sur la commune de Coublevie à 3 km à vol d'oiseau, est de 13,0 °C et le cumul annuel moyen de précipitations est de 1 121,0 mm,. Pour l'avenir, les paramètres climatiques de la commune estimés pour 2050 selon différents scénarios d'émission de gaz à effet de serre sont consultables sur un site dédié publié par Météo-France en novembre 2022.
| Mois                                  | jan.          | fév.           | mars          | avril         | mai           | juin          | jui.          | août          | sep.          | oct.          | nov.          | déc.           | année      |
| ------------------------------------- | ------------- | -------------- | ------------- | ------------- | ------------- | ------------- | ------------- | ------------- | ------------- | ------------- | ------------- | -------------- | ---------- |
| Température minimale moyenne (°C)     | 0,8           | 1              | 3,9           | 7,4           | 10,6          | 14,4          | 16,4          | 15,6          | 12,6          | 9,2           | 4,6           | 1,2            | 8,1        |
| Température moyenne (°C)              | 3,9           | 4,9            | 8,9           | 13,3          | 16,1          | 20,4          | 22,8          | 21,7          | 18            | 13,6          | 8,1           | 4,4            | 13         |
| Température maximale moyenne (°C)     | 7             | 8,8            | 13,9          | 19,1          | 21,7          | 26,3          | 29,3          | 27,8          | 23,3          | 18            | 11,7          | 7,5            | 17,9       |
| Record de froid (°C) date du record   | −9,8 11.01.10 | −12,7 05.02.12 | −9 01.03.05   | −1,2 04.04.22 | 1,6 06.05.19  | 3,8 01.06.06  | 8,9 15.07.16  | 8,9 15.08.06  | 3,9 27.09.10  | −1 16.10.09   | −7 27.11.05   | −12,2 20.12.09 | −12,7 2012 |
| Record de chaleur (°C) date du record | 16,8 10.01.15 | 21,4 24.02.20  | 25,6 31.03.21 | 30,3 28.04.12 | 33,6 24.05.09 | 38,2 27.06.19 | 40,1 24.07.19 | 39,7 24.08.23 | 32,4 11.09.18 | 28,8 04.10.10 | 23,9 12.11.18 | 19,3 17.12.19  | 40,1 2019  |
| Précipitations (mm)                   | 85,7          | 74             | 91,8          | 85,4          | 122,4         | 99,1          | 89,1          | 86            | 89,6          | 97,9          | 103,9         | 96,1           | 1 121      |

### Hydrographie

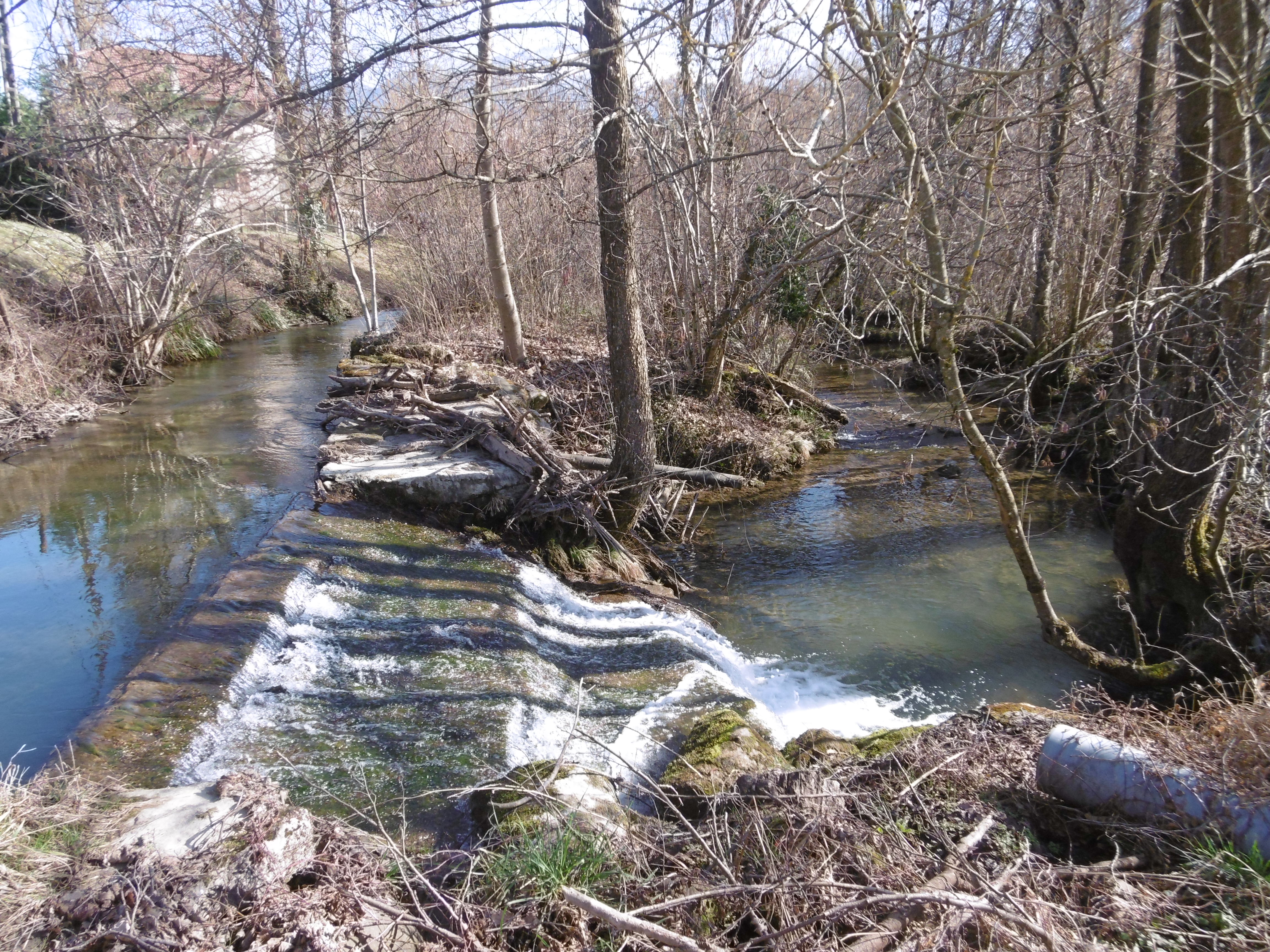
La Morge entre Tolvon et Saint-Étienne-de-Crossey

Le territoire de  Saint-Étienne-de-Crossey est traversé par la Morge, rivière, d'une longueur de 27,2 km, est un affluent de l'Isère et donc un sous-affluent du Rhône. Elle a un caractère torrentiel et prend sa source dans le canton de Voiron. Cette rivière s'écoule selon un axe qu'on peut qualifier de nord-est - sud-ouest.

### Voies de communication

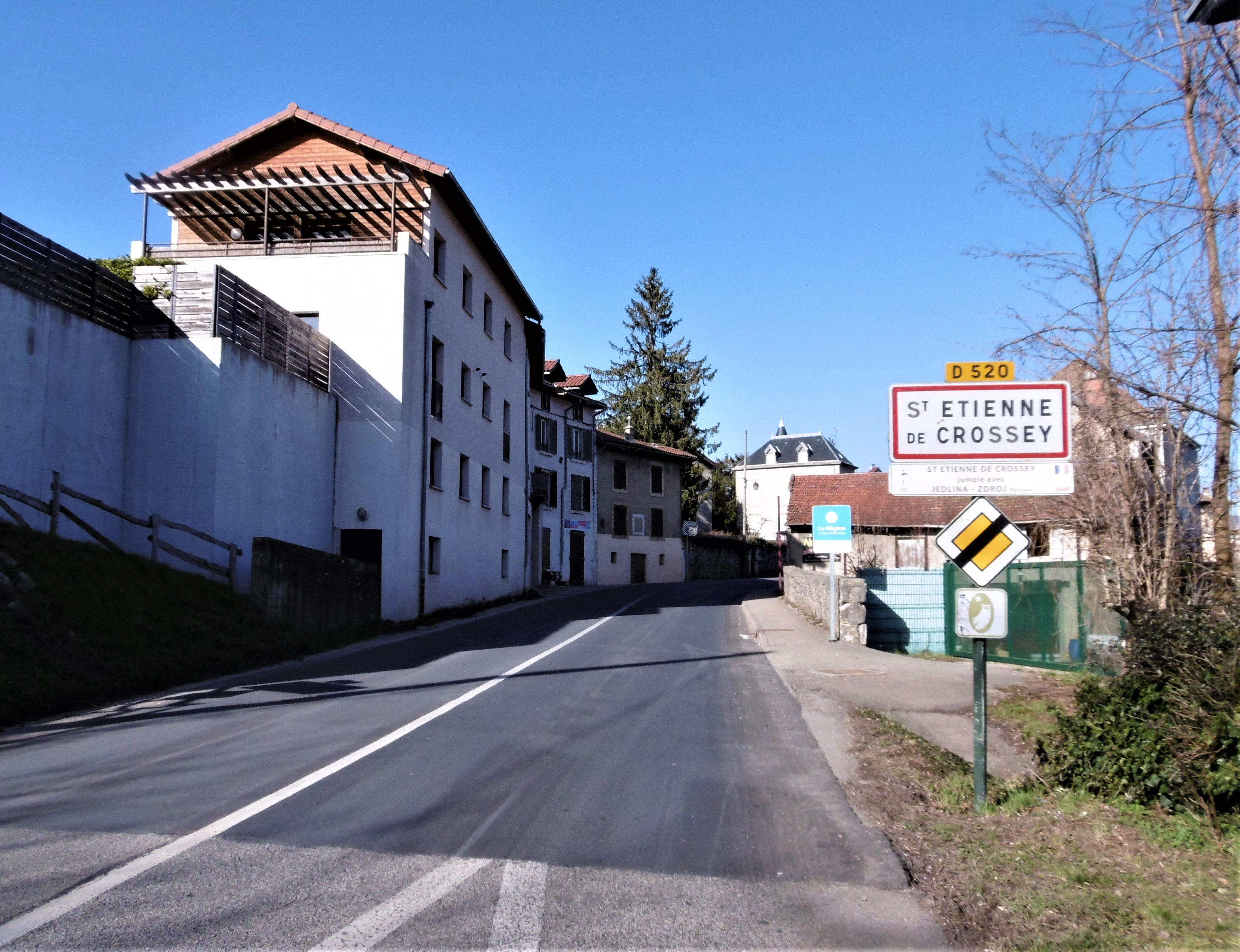
Entrée de Saint-Étienne de Crossey depuis Voiron

Le territoire communal de Saint-Joseph-de-Rivière est traversé par la RD 520 venant de Voiron. Cette route pénètre dans le territoire de la commune par l'est en provenance des gorges de Crossey, à la limite de la commune de La Sure en Chartreuse et de Saint-Joseph-de-Rivière et sort de ce même territoire vers le ouest, à la limite de la commune de Coublevie.
L'autoroute la plus proche est l'A48 qui relie L'agglomération lyonnaise à celles de Grenoble et la RD 49 relie le bourg de Saint-Étienne-de-Crossey à Miribel-les-Échelles après avoir traversé le territoire de Saint-Aupre et le site du tourniquet de Pierre Chave.

### Transports
Entre 1886 et 1936, la commune était desservie par la ligne de Chemin de fer de Voiron à Saint-Béron, laquelle se raccordait à la gare de Voiron, où elle disposait d'un quai desservant également les voies métriques des Chemins de fer économiques du Nord (CEN), vers Vienne.

## Urbanisme

### Typologie
Au 1er janvier 2024, Saint-Étienne-de-Crossey est catégorisée bourg rural, selon la nouvelle grille communale de densité à sept niveaux définie par l'Insee en 2022.
Elle est située hors unité urbaine. Par ailleurs la commune fait partie de l'aire d'attraction de Grenoble, dont elle est une commune de la couronne,. Cette aire, qui regroupe 204 communes, est catégorisée dans les aires de 700 000 habitants ou plus (hors Paris),.

### Occupation des sols
L'occupation des sols de la commune, telle qu'elle ressort de la base de données européenne d’occupation biophysique des sols Corine Land Cover (CLC), est marquée par l'importance des territoires agricoles (56,2 % en 2018), en diminution par rapport à 1990 (60,4 %). La répartition détaillée en 2018 est la suivante : 
zones agricoles hétérogènes (38,1 %), forêts (31 %), terres arables (14,7 %), zones urbanisées (10,9 %), prairies (3,3 %), mines, décharges et chantiers (1,9 %). L'évolution de l’occupation des sols de la commune et de ses infrastructures peut être observée sur les différentes représentations cartographiques du territoire : la carte de Cassini (XVIIIe siècle), la carte d'état-major (1820-1866) et les cartes ou photos aériennes de l'IGN pour la période actuelle (1950 à aujourd'hui).

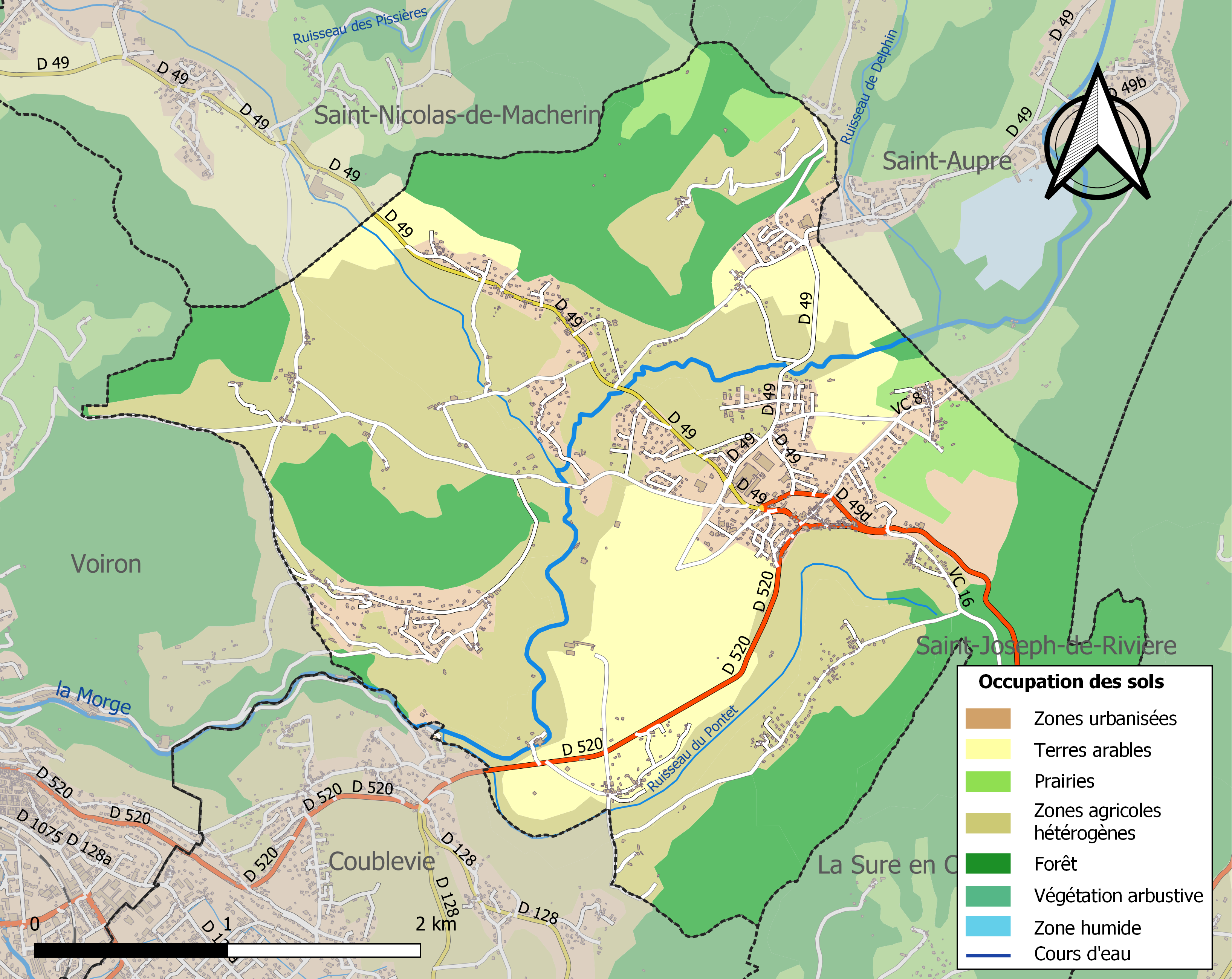
Carte des infrastructures et de l'occupation des sols de la commune en 2018 (CLC).
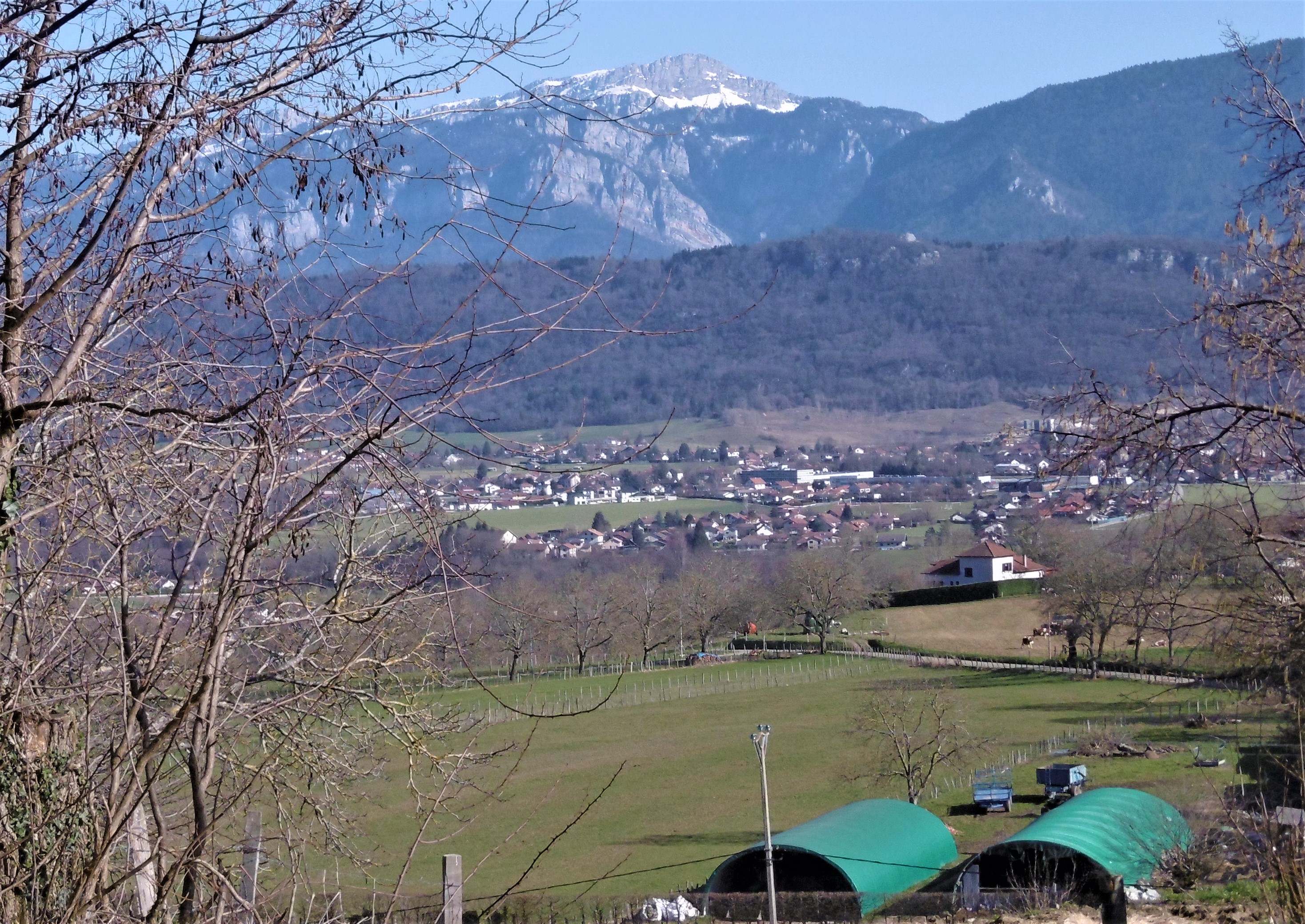
Saint-Étienne-de-Crossey (panorama depuis la route de Tolvon)

### Hameaux, lieux-dits et écarts
- Tolvon, hameau orienté vers le sud

### Risques naturels et technologiques

#### Risques sismiques
L'ensemble du territoire de la commune de Saint-Étienne-de-Crossey est situé en zone de sismicité n°4 (sur une échelle de 1 à 5), comme la plupart des communes proches du massif de la Chartreuse.
| Type de zone | Niveau            | Définitions (bâtiment à risque normal) |
| ------------ | ----------------- | -------------------------------------- |
| Zone 4       | Sismicité moyenne | accélération = 1,6 m/s2                |

## Toponymie
Le village se dénommait ecclesia Sancti Stephani de Crosey au XIIIe siècle (nom dédié à Étienne de Bourg, un des compagnons de saint Bruno lors de la fondation de la Grande Chartreuse, en 1084).

## Histoire

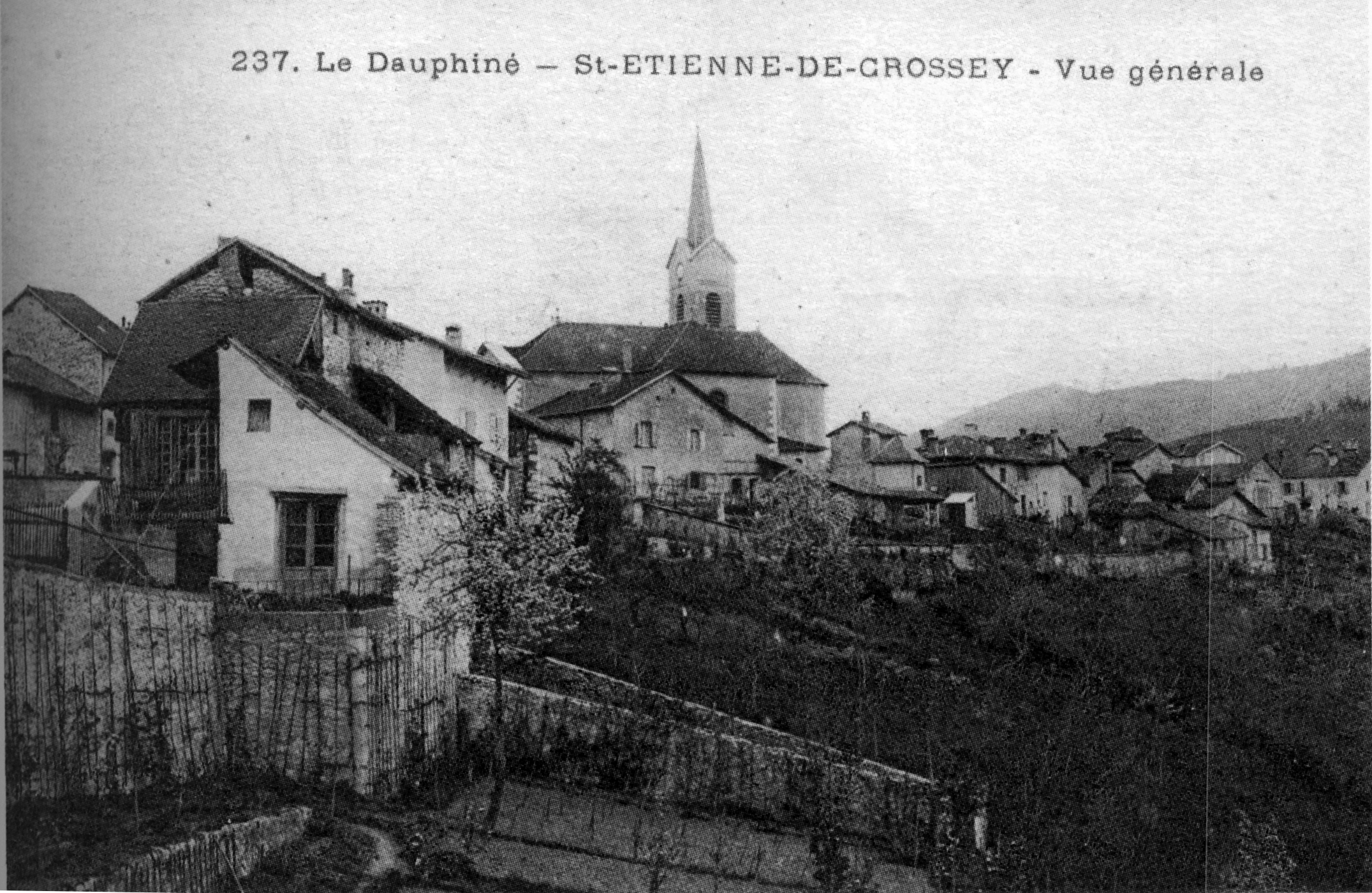
Vue générale du village en 1912.

### Temps modernes et Époque contemporaine
Entre 1790 et 1794, Saint-Étienne-de-Crossey absorbe l'ancienne commune éphémère de Tolvon.
- En 2006, Saint Étienne de Crossey a été nommée commune la plus sportive de Rhône-Alpes[réf. nécessaire]
- En 2009, Saint Étienne de Crossey est arrivée 15e au classement des communes les plus riches de France de l'hebdomadaire Le Point avec 36 924 € par foyer.[réf. nécessaire]

## Politique et administration

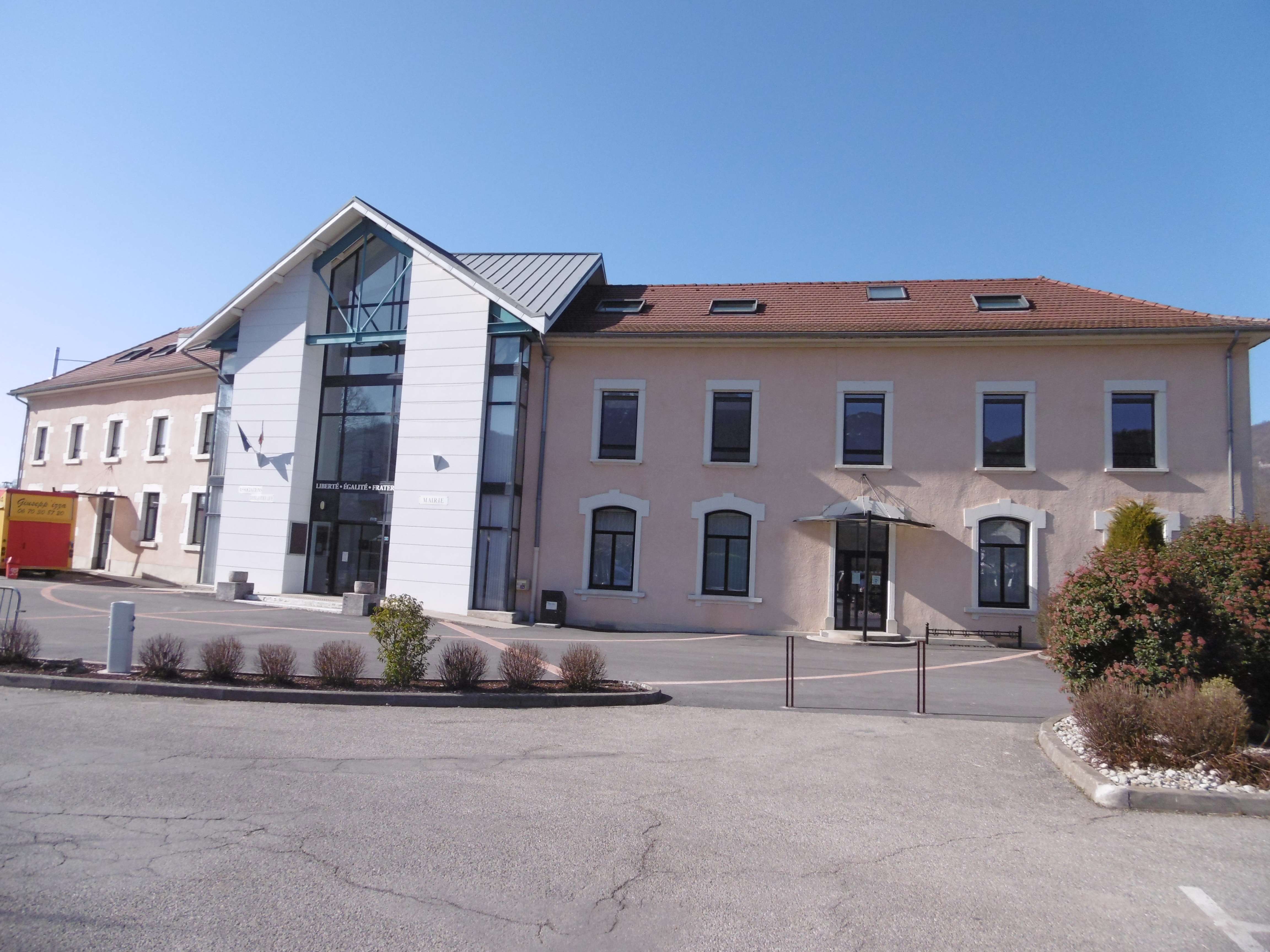
Hôtel de ville de Saint-Étienne-de-Crossey

### Liste des maires
| Période                                  | Période  | Identité              | Étiquette   | Qualité                                                     |
| ---------------------------------------- | -------- | --------------------- | ----------- | ----------------------------------------------------------- |
| mars 1983                                | 2020     | Jean-François Gaujour | PS puis REM | Retraité Conseiller général du canton de Voiron (2004-2015) |
| 2020                                     | En cours | Ghislaine Peylin      |             |                                                             |
| Les données manquantes sont à compléter. |          |                       |             |                                                             |

## Population et société

### Démographie
L'évolution du nombre d'habitants est connue à travers les recensements de la population effectués dans la commune depuis 1793. Pour les communes de moins de 10 000 habitants, une enquête de recensement portant sur toute la population est réalisée tous les cinq ans, les populations de référence des années intermédiaires étant quant à elles estimées par interpolation ou extrapolation. Pour la commune, le premier recensement exhaustif entrant dans le cadre du nouveau dispositif a été réalisé en 2007.

En 2022, la commune comptait 2 603 habitants, en évolution de +2,24 % par rapport à 2016 (Isère : +3,07 %, France hors Mayotte : +2,11 %).
| 1793  | 1800 | 1806 | 1821  | 1831  | 1836  | 1841  | 1846  | 1851  |
| ----- | ---- | ---- | ----- | ----- | ----- | ----- | ----- | ----- |
| 1 337 | 992  | 939  | 1 320 | 1 590 | 1 748 | 1 696 | 1 695 | 1 710 |

| 1856  | 1861  | 1866  | 1872  | 1876  | 1881  | 1886  | 1891  | 1896  |
| ----- | ----- | ----- | ----- | ----- | ----- | ----- | ----- | ----- |
| 1 521 | 1 435 | 1 383 | 1 363 | 1 313 | 1 289 | 1 212 | 1 179 | 1 152 |

| 1901  | 1906  | 1911  | 1921 | 1926 | 1931 | 1936 | 1946 | 1954 |
| ----- | ----- | ----- | ---- | ---- | ---- | ---- | ---- | ---- |
| 1 137 | 1 131 | 1 056 | 891  | 913  | 888  | 819  | 816  | 795  |

| 1962 | 1968 | 1975  | 1982  | 1990  | 1999  | 2006  | 2007  | 2012  |
| ---- | ---- | ----- | ----- | ----- | ----- | ----- | ----- | ----- |
| 747  | 808  | 1 054 | 1 774 | 2 081 | 2 478 | 2 522 | 2 528 | 2 572 |

| 2017  | 2022  | - | - | - | - | - | - | - |
| ----- | ----- | - | - | - | - | - | - | - |
| 2 542 | 2 603 | - | - | - | - | - | - | - |

### Enseignement
La commune est rattachée à l'académie de Grenoble.

### Sports
- Les écuries de Crossey, qui proposent de nombreuses activités liées à la pratique équestre. Les écuries de Crossey organisent assez régulièrement des concours (dressage, CSO...).
- Un gymnase intercommunal propose de nombreuses activités sportives : tennis, ping-pong, football, gymnastique, karaté, etc ...

### Médias
Historiquement, le quotidien à grand tirage Le Dauphiné libéré consacre, assez régulièrement, y compris le dimanche, dans son édition du Voironnais à la Chartreuse, un ou plusieurs articles à l'actualité de la communauté de communes, du canton et quelquefois de la commune, ainsi que des informations sur les éventuelles manifestations locales, les travaux routiers, et autres événements divers à caractère local.
La commune est située sur l'aire de diffusion de radio Ici Isère, une radio publique qui émet sur tout le territoire du département de l'Isère.

## Économie
La commune fait partie de l'aire géographique de production et transformation du « Bois de Chartreuse », la première AOC de la filière Bois en France,.

## Culture locale et patrimoine

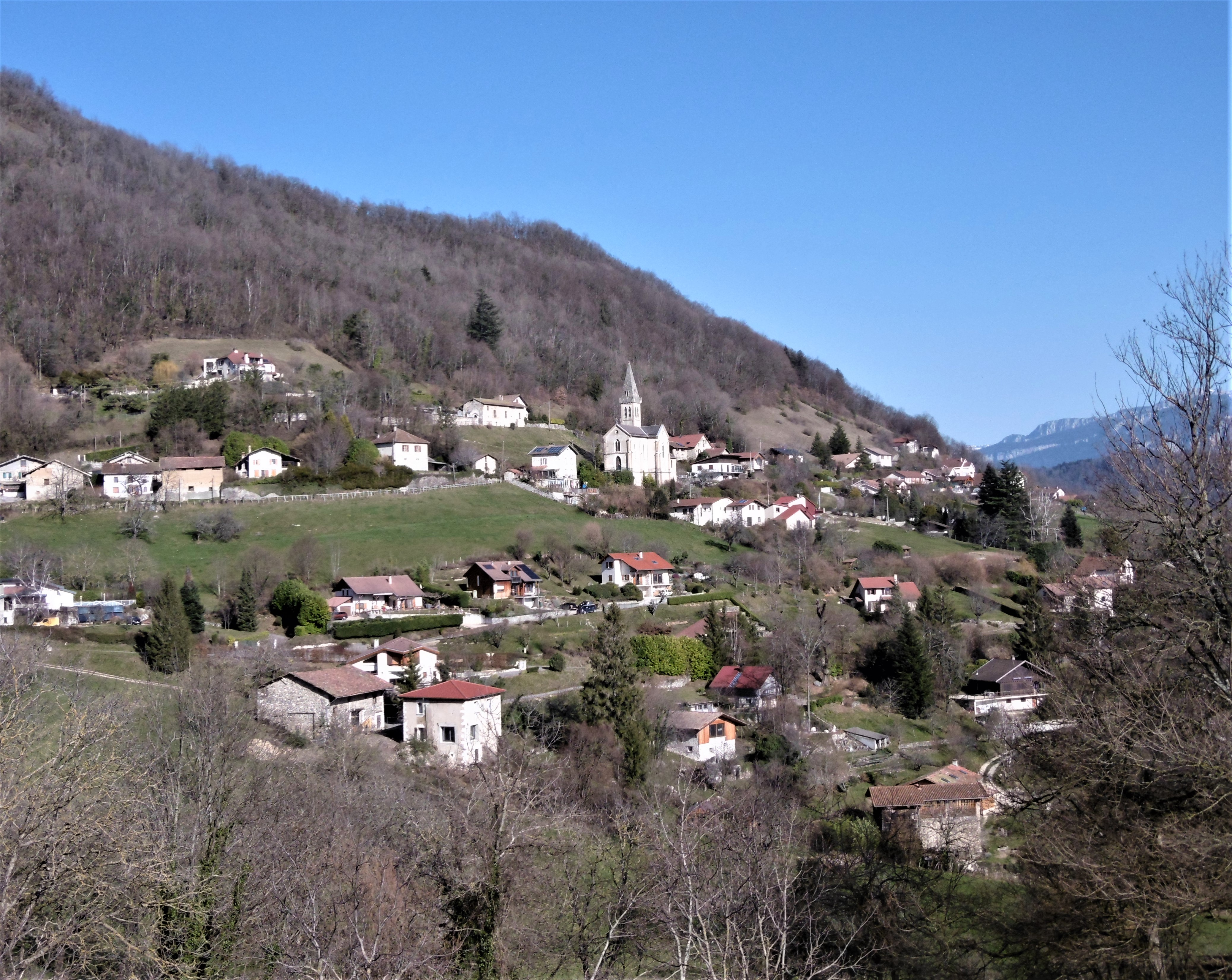
Village de Tolvon

### Lieux et monuments
- Ruines du château comtal de Tolvon, du XIe siècle[26], ancien château des comtes de Savoie.
- Maison forte de Charconne[26].
- Maison forte de la Tavernière[26].
- Maison forte de Montagneux-La-Roche[26].
- Maison forte des Vachonnes[26].
- Maison forte du Vivier[26].
- Gentilhommerie des Flauvants[26].
- Château de la Rossettière, du XVIIIe siècle, à la limite avec la commune de Saint-Aupre[26].
- Vieilles maisons[26].
- Église Saint-Étienne de Saint-Étienne-de-Crossey des XIIIe et XIVe siècles[26].
- Ancienne église du XIe siècle,aujourd'hui transformé en maison[26].
- Monument aux morts communal.
- Monument dédié au train de la ligne de chemin de fer de Voiron à Saint-Béron.

Quelques photos de monuments et de bâtiments notables de Saint-Étienne-de-Crossey
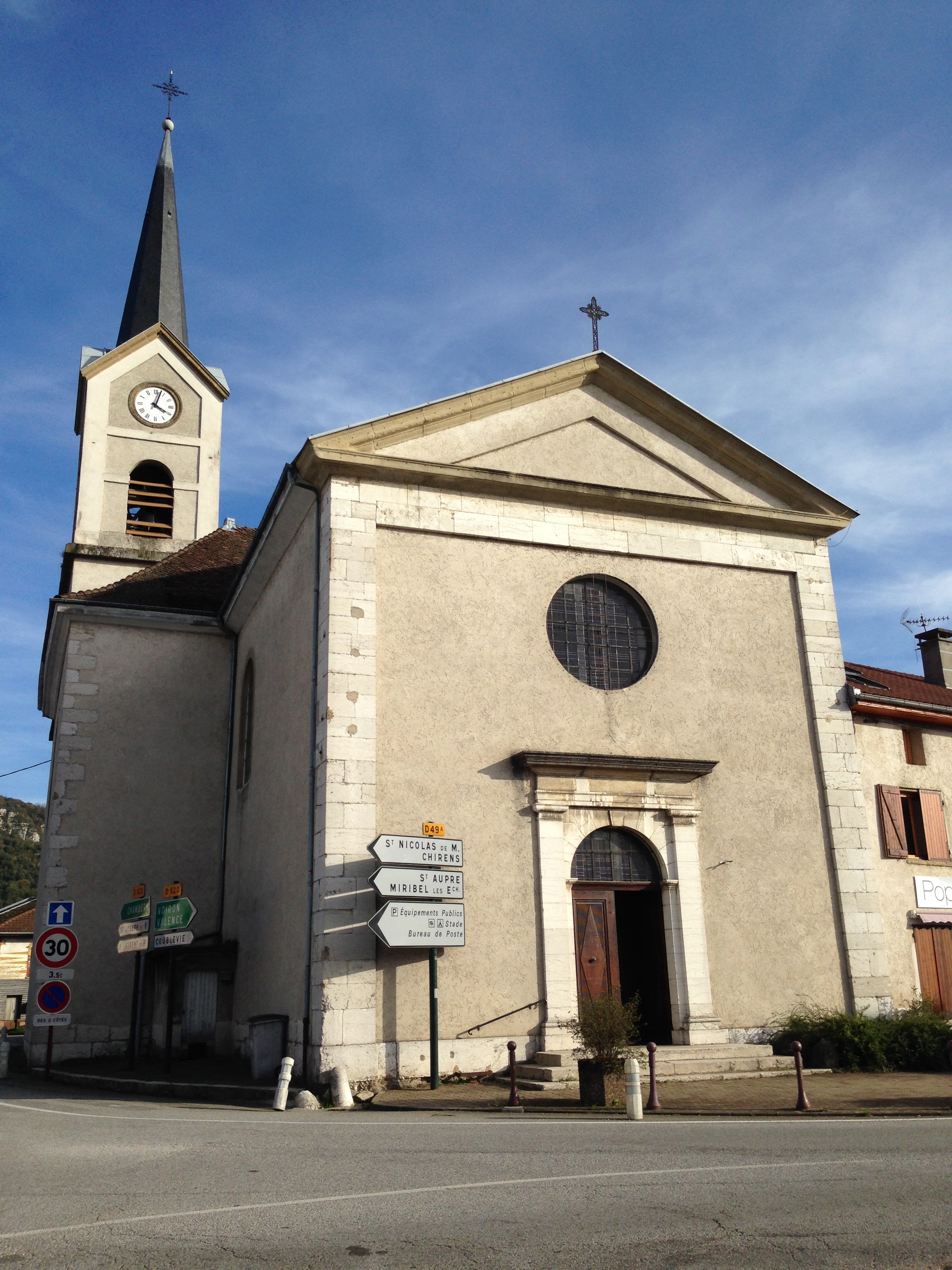
Église paroissiale
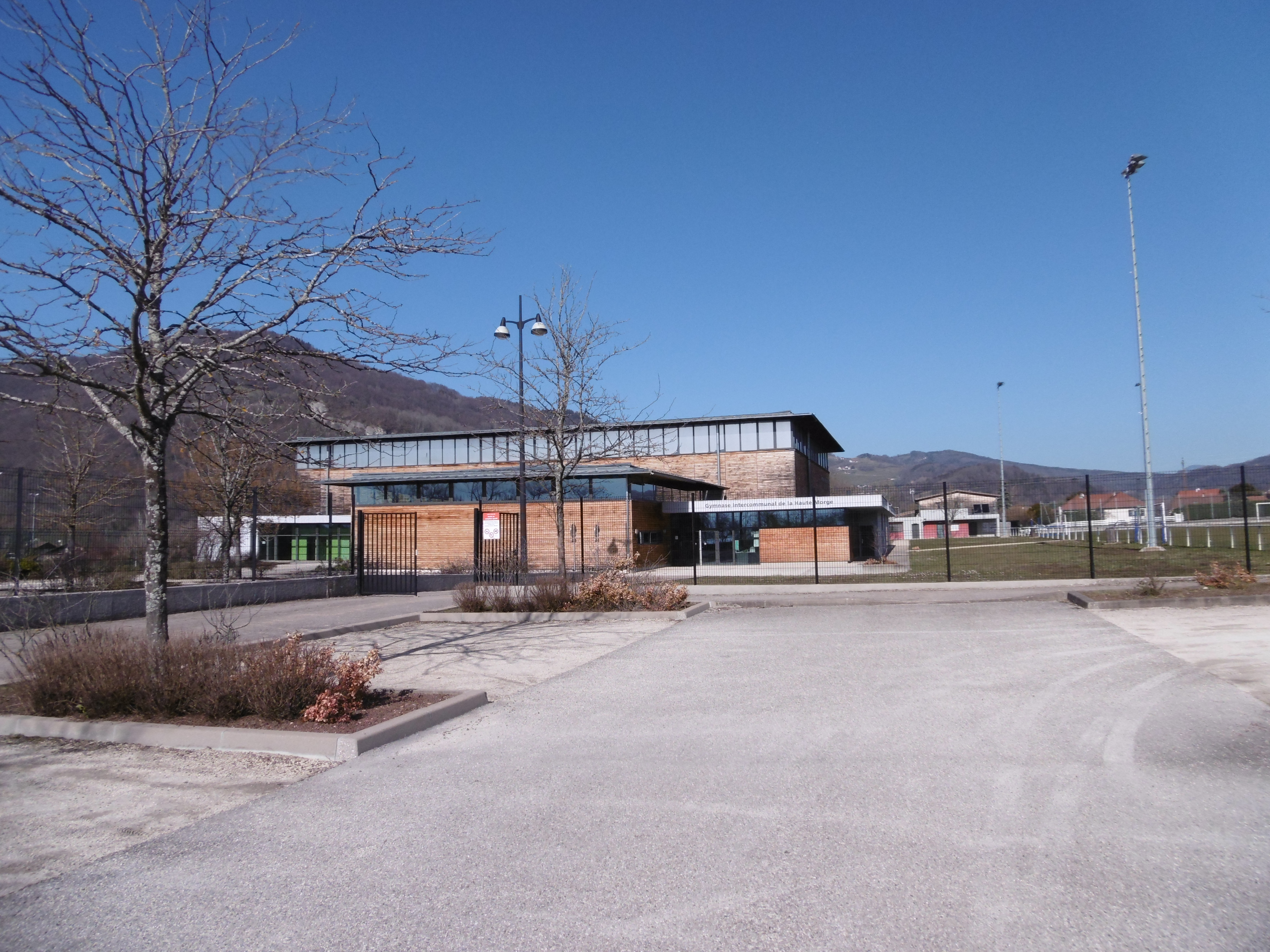
Gymnase intercommunal
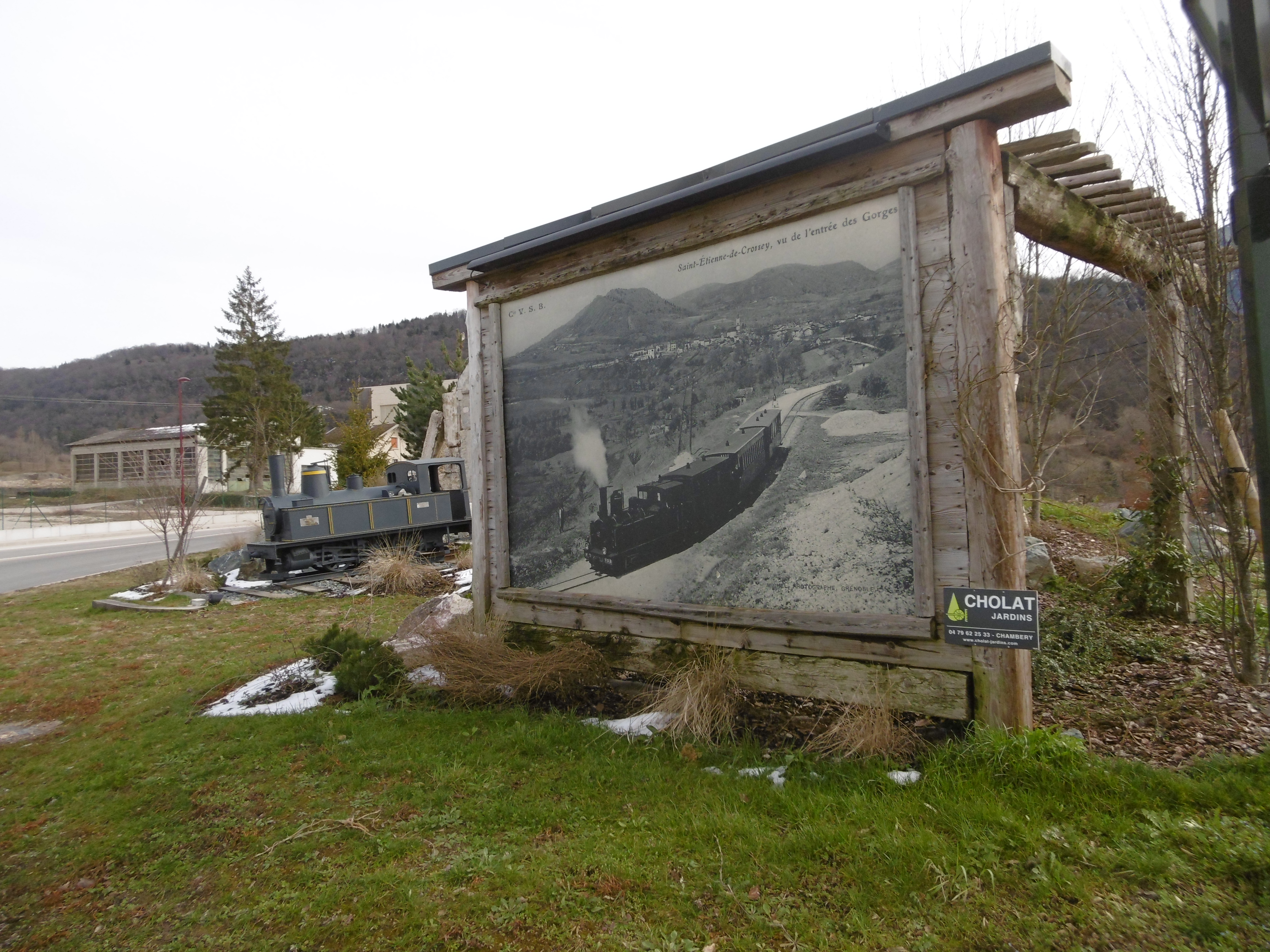
Monument du petit train de la ligne de chemin de fer de Voiron à Saint-Béron
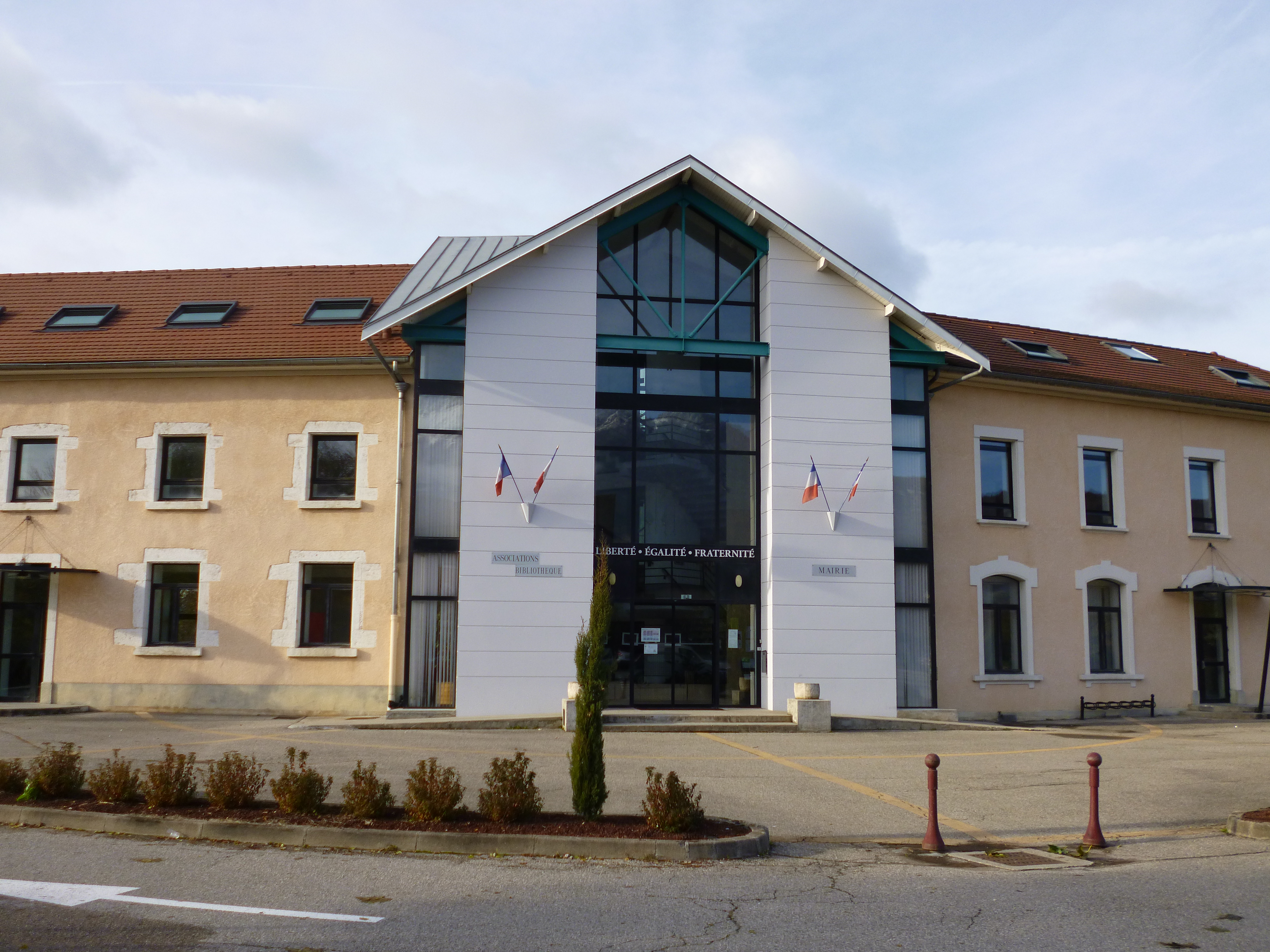
Hôtel de ville
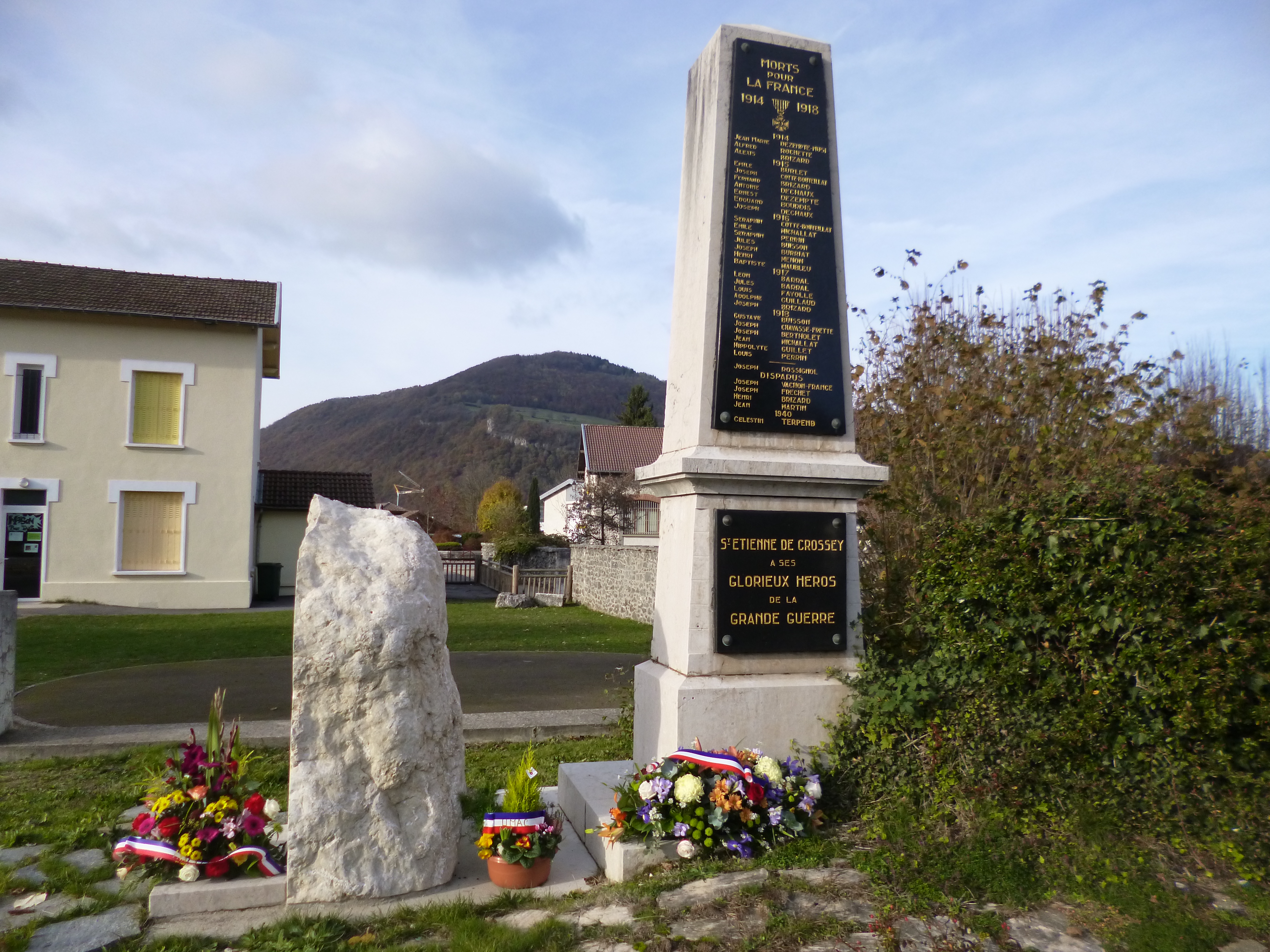
Monument aux morts
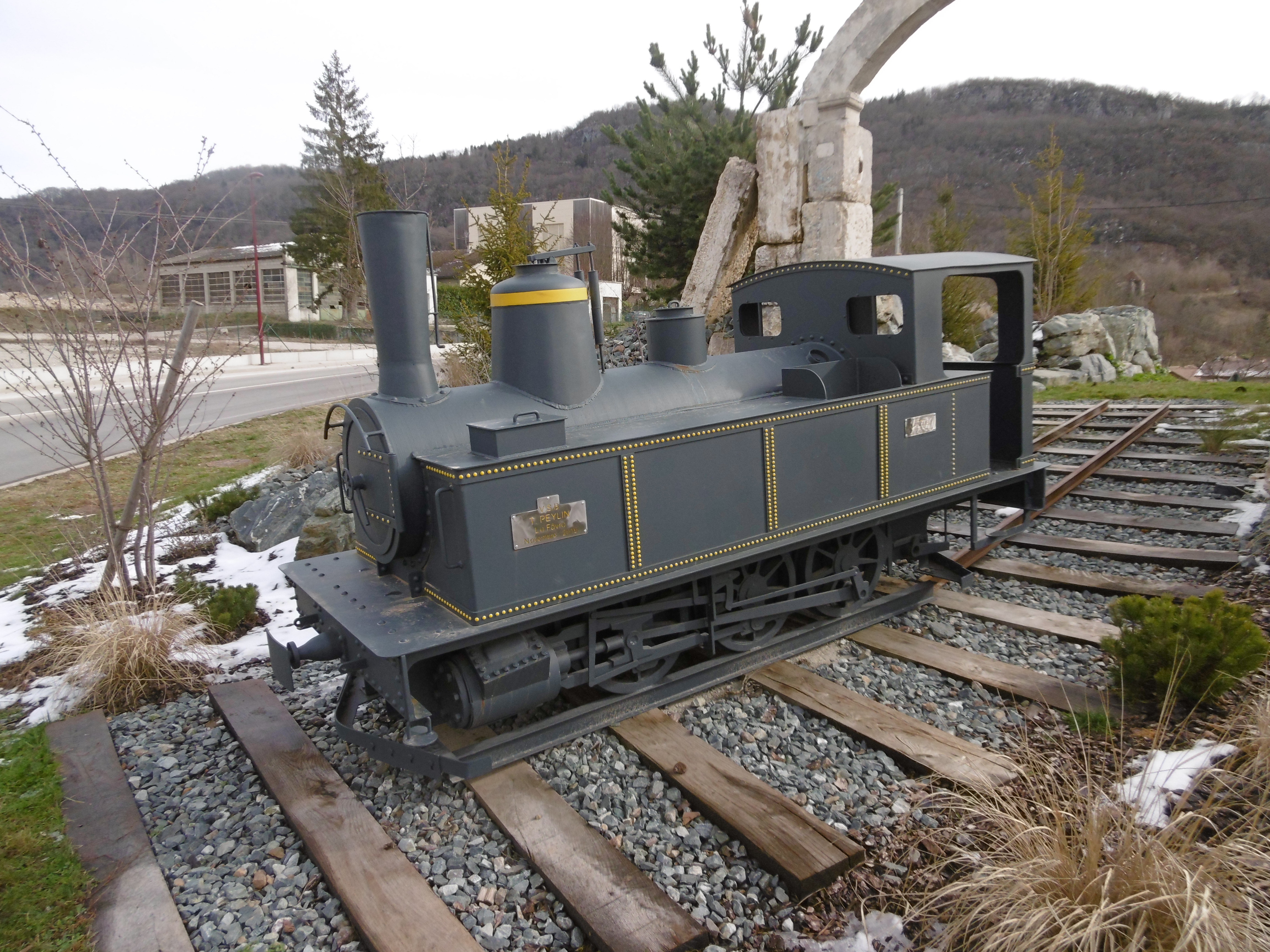
Monument du petit train de la ligne de chemin de fer de Voiron à Saint-Béron

### Patrimoine culturel
- une bibliothèque

### Patrimoine naturel
La commune fait partie du parc naturel régional de Chartreuse.
L'Espace Naturel Sensible des « Tourbières de l’Étang Dauphin et de l’Étang des Rivoirettes » est situé sur le territoire de la commune. Ce lieu est constitué de prairies humides, de milieux tourbeux, de rosières et de boisements humides.

### Personnalités liées à la commune
- Paul Germain, scientifique français, inhumé dans le cimetière communal
- Véronique Pecqueux, membre de l'équipe de France féminine de handball
- Schneour Zalman Schneersohn, grand-rabbin, il ouvrit une école clandestine juive dans la commune durant l'occupation.
- Thibaud de Vienne, saint de l'Église catholique et archevêque de Vienne.
- Francis Hertert 1925-1999, commandant de bord sur Concorde, inhumé à Saint-Etienne de Crossey.[réf. nécessaire]
- L'ascendance agnatique (lignée des pères, qui transmet le nom) de Michel Barnier est fixée, de la quatrième à la onzième génération (début des registres au xviie siècle), à Saint-Étienne-de-Crossey[28].

### Héraldique
|  | Saint-Étienne-de-Crossey possède des armoiries dont l'origine et le blasonnement exact ne sont pas disponibles. |